# 在名古屋米国領事館
在名古屋米国領事館（ざいなごやべいこくりょうじかん、英語: Consulate of the United States in Nagoya, U.S. Consulate Nagoya）は、アメリカ合衆国が日本の愛知県名古屋市に設置している領事館である。
領事館の広報担当部門に名古屋アメリカンセンター（英語: Nagoya American Center, NAC）がある。

## 沿革
1920年7月3日、ハリー・フランクリン・ホーリー (Harry Franklin Hawley) 領事が名古屋市東区布池町に在名古屋米国領事館を開設。1940年12月31日、日米関係の悪化に伴い領事館が閉鎖された。1941年12月7日、帝国海軍がハワイの真珠湾を攻撃したことにより日米両国は戦争状態に突入。爾後、戦争が終結するまで名古屋の領事館が再開されることはなかった。
1950年3月1日、在名古屋アメリカ領事サービス（英語: Nagoya American Consular Service）として領事事務所が開設される。1952年4月29日、サンフランシスコ講和条約の発効に伴い、領事事務所の名称が再び在名古屋米国領事館になった。1970年9月15日、名古屋の領事館は再び閉鎖された。
1984年、名古屋国際センタービルの6階に名古屋アメリカンセンターが設立され、日米関係の向上を目的とするPR活動を始める。同センターが設立された1980年代当時、アメリカ合衆国は歴史的な貿易赤字を拡大し続けており、大幅な貿易黒字を計上していた日本との間で最も激しい日米貿易摩擦が起きていた。
1986年3月、駐神戸米国総領事館名古屋駐在官事務所（1987年以降は駐大阪・神戸米国総領事館名古屋駐在官事務所）が設置され、16年ぶりに名古屋にアメリカの外交官が常駐するようになった。
1993年12月2日、23年ぶりに在名古屋米国領事館が再開される。領事館の開館式典には、ウォルター・F・モンデール駐日大使が参加した。
2005年3月、名古屋アメリカンセンターの入居する名古屋国際センタービルの6階に領事館が移転して、同センターを領事館傘下の広報担当部門として吸収合併した。
2024年7月24日、名古屋に領事館が開設されて以来初めての女性領事としてアンナ・ワン氏が着任。

## 所在地
| 日本語 | 〒450-0001 愛知県名古屋市中村区那古野1-47-1 名古屋国際センタービル6階                               |
| 英語   | Nagoya International Center Bldg. 6F, 1-47-1 Nagono, Nakamura-ku, Nagoya, Aichi Prefecture 450-0001 |

## 首席領事
| 氏名（日本語）                 | 氏名（英語）         | 着任   | 退任     | 備考                   |
| ------------------------------ | -------------------- | ------ | -------- | ---------------------- |
| フランク・W・スタンレー        | Frank W. Stanley     | 1994年 | 1996年   | [ 10 ] [ 11 ]          |
| ダニエル・L・シールズ          | Daniel L. Shields    | 1996年 | 1999年   | [ 12 ]                 |
| ユーゴ・カール・ゲッティンガー | Hugh Carl Gettinger  | ？     | ？       | 2001年に在職記録がある |
| ゲイリー・オーバ               | Gary G. Oba          | 2002年 | 2005年   | [ 14 ]                 |
| ダニエル・A・ロッチマン        | Daniel A. Rochman    | 2005年 | 2008年   | [ 15 ] [ 16 ]          |
| ミョンス・マックス・カク       | Myungsoo Max Kwak    | 2008年 | 2010年   | [ 17 ] [ 18 ] [ 19 ]   |
| ジョナス・D・ステュワート      | Jonas D. Stewart     | 2010年 | 2011年   | [ 20 ] [ 21 ]          |
| ハリー・R・サリヴァン          | Harry R. Sullivan    | 2011年 | 2014年   | [ 22 ] [ 23 ] [ 24 ]   |
| スティーブン・G・コバチーチ    | Stephen G. Kovacsics | 2014年 | 2017年   | [ 25 ] [ 26 ]          |
| ゲーリー・シェイファー         | Gary Schaefer        | 2017年 | 2021年   | [ 27 ]                 |
| マシュー・センザー             | Matthew Cenzer       | 2021年 | 2024年   | [ 28 ]                 |
| アンナ・ワン                   | Anna Wang            | 2024年 | （現職） | [ 29 ]                 |